# Georges Ripart
Pour les articles homonymes, voir Ripart.
Moïse Georges Alfred Ripart dit Georges Ripart, né le 3 février 1871 à Paris 15e et mort le 22 mars 1945 à Saint-Gervais-les-Bains (Haute-Savoie), est un peintre, dessinateur, illustrateur et graveur français.

## Biographie

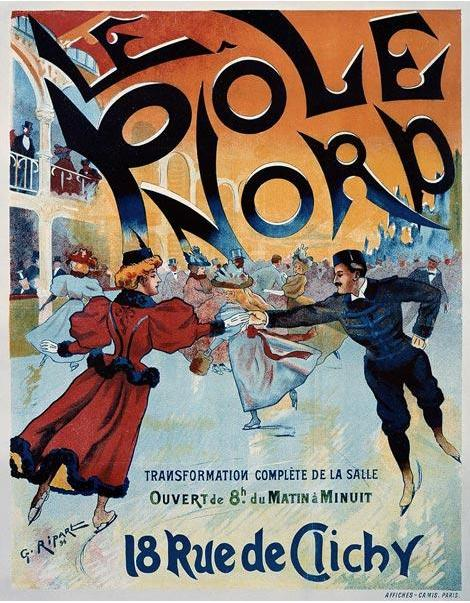
Affiche lithographiée pour Le Pôle Nord, patinoire qui se situait 18 rue de Clichy (1894).

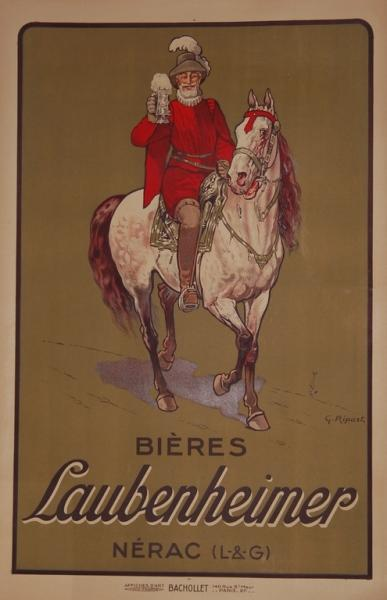
Affiche lithographiée pour la bière Laubenheimer brassée à Nérac (v. 1920).

La vie de l'artiste Georges Ripart est à ce jour peu connue. Né au 7 passage Fougeat dans le 15e arrondissement de Paris de Louis Victor Ripart, serrurier, et de Julienne Marie Frappier, couturière, il exerce principalement dans cette ville en tant qu'« artiste dessinateur ». 
Habitant au 76 boulevard Saint-Marcel, il se marie une première fois avec Laure Georgette Cante (1876-1928), fille d'un négociant, le 7 août 1897.
Bien que sa première affiche remonte à 1894, il eut une abondante production essentiellement entre les années 1910 et 1930 : affiches, illustrations d'ouvrages d'histoire, pédagogiques ou destinés à la jeunesse (Belin, Larousse) mais également sur souscription, notamment chez l'éditeur parisien Maurice Glomeau pour qui il exécute parfois des eaux fortes à caractère érotique. Il est également l'auteur d'éventails pour l’École Centrale de Paris.
En 1933 sort un album illustré pour les enfants qu'il réalise entièrement, La Sauterelle - La Merveilleuse invention du docteur Arrikoceq (chez Garnier Frères), l'histoire d'un véhicule mi-avion, mi-auto. 
Le 28 mai 1935, il épouse à Paris 6e Margueritte Henriette Hordequin . Elle est morte à Saint-Germain-en-Laye le 14 novembre 1970. En 1937, Ripart figure encore sur les listes électorales de Paris.
Il décède le 22 mars 1945 à Saint-Gervais-les-Bains (Haute-Savoie) à l'âge de 74 ans.

## Œuvre

### Affiches
- Le Pôle Nord, transformation complète de la salle, version homme et femme, imprimerie Camis, 1894.
- Le Pôle Nord, transformation complète de la salle, version deux femmes, imprimerie Camis, 1896[6].
- Bières de Lachapelle, impr. G. Ballon, v. 1910.
- Établissements Ernest Ronot (en) - St Dizier, v. 1910.
- Cafés Savigny de Chartres, impr. Daude frères, v. 1910
- Bières Laubenheimer, 120 x 78 cm, v. 1920, musée national du château de Pau[7].
- Bières Einville, 1925.
- Brabants Dollé, Vesoul, Haute-Saône, 118 x 80 cm, affiches d’art Bachollet, v. 1925.
- As de Trèfle, 159 x 117 cm, impr. Bachollet à Paris, s.d.

### Illustrations d'ouvrages
- Les locataires de M. Richard par Achille Mélandri, Paris, Alcide Picard Editeur, 1909.
- Un ministre des modes sous Louis XVI. Mademoiselle Bertin marchande de modes de la reine, 1747-1813 par Pierre de Nouvion et Émile Liez, Paris, Chez H. Leclerc, 1911.
- Histoire des lettres, deux volumes, Paris, Société de l'histoire nationale, 1921-1922.
- Fables Complètes suivies de Philémon et Baucis par La Fontaine, Maurice Glomeau, non daté
- La Jolie Vielleuse par Restif de La Bretonne, Paris, Maurice Glomeau, 1922.
- Les Œuvres de Maistre François Villon, Paris, M. Glomeau, 1922
- Le Mystère de Griselidis (anonym.), Paris, M. Glomeau, 1923.
- Légendes sur sœur Béatrix par Charles Nodier, Paris, M. Glomeau, 1924.
- La Mort de Socrate par Alphonse de Lamartine, Paris, M. Glomeau, 1925.
- Andromaque. Britannicus. Phèdre. Esther. Athalie par Jean Racine, Paris, M. Glomeau, 1926.
- Les Huit petites marchandes du boulevard par Restif de La Bretonne, Paris, M. Glomeau, 1927.
- Chronique du règne de Charles IX par Prosper Mérimée, Paris, M. Glomeau, 1927.
- Histoire économique et financière par Germain Martin, Paris, Plon, 1927.
- Album des colonies - Afrique, Madagascar, Indo-Chine, Antilles, Guyane. Pour regarder, lire et colorier par Félix Léonnec, Paris, Ferenczi & fils, 1931.
- Le Pornographe - La Mimographe - Les Gynographes - Le Thesmographe - Le Nouvel Abélard - Le Nouvel Émile - Philosophie de Monsieur Nicolas - Les Posthumes [par Restif de La Bretonne], texte et notes par Henri Bachelin, Paris, Éditions du Trianon, 1931.
- L'Éducateur par Louis Barjon, co-illustré avec Gaston Prost, Le Puy, Xavier Mappus, éditeur, 1946.